# Blue Origin
Blue Origin és una empresa nord-americana de transport aeroespacial fundada l'any 2000 pel fundador d'Amazon.com Jeff Bezos. Entre els seus objectius es troben els vols suborbitals i orbitals tant per missions oficials americanes com per vols privats. La companyia ha desenvolupat un coet d'enlairament i aterratge vertical (Vertical Takeoff and Vertical Landing, VTVL en anglès) que permet la seva reutilització i la reducció de costos.

## Història
Jezz Bezos va interessar-se per l'exploració espacial des de ben petit. A una entrevista al Miami Herald el 1982, amb només 18 anys ja deia que "volia construir hotels espacials, parcs i colònies per 2 o 3 milions de persones en òrbita. Tot per preservar la Terra".
L'empresa sempre ha estat molt reservada amb els seus plans, i l'empresa es va fundar l'any 2000 però no es va fer pública la seva existència l'any 2003, quan van començar a comprar terrenys a Texas. El gener de 2005, Bezos va anunciar que Blue Origin estava desenvolupant un vehicle sub-orbital que s'enlairaria i aterraria verticalment i que podria portar tres o mes astronautes al límit de l'espai. El vehicle estaria basat en la tecnologia del Delta Clipper.
A partir de gener de 2005, la web de l'empresa anunciava que esperava establir una "presencia humana duradora a l'espai", però la versió de 2007 anunciava que "pacíficament i pas a pas, disminuirem el cost dels viatges espacials, perquè més persones puguin donar-se el luxe i per que la humanitat segueixi explorant el sistema solar". L'autor de ciència-ficció Neal Stephenson va treballar a temps parcial a l'empresa fins al 15 de novembre de 2006, i afirma que els treballadors de Blue Origin el van inspirar per escriure la novel·la Seveneves.
Al juliol de 2014, Bezos havia invertit més de 500 milions de dòlars dels seus diners a Blue Origin.
El setembre de 2014, l'empresa i United Launch Alliance (ULA) van signar una aliança en la que Blue Origin produiria un gran motor de coet — anomenat BE-4— pel coet Vulcan. L'anunci deia que Blue Origin portava tres anys treballant en el motor abans de fer-ho públic i que el primer vol del nou coet podria ser el 2019.
L'abril de 2015, va anunciar que havia completat les proves del motor BE-3 que impulsaria la càpsula espacial New Shepard en els vols sub-orbitals. Després del primer vol de la New Shepard, Blue Origin va començar a acceptar comandes per passatges de vols sub-orbitals.
El juliol de 2013 tenia aproximadament 250 treballadors. El maig de 2015 el nombre de treballadors ja era de 400, 350 a la central de Kent i la resta a la seu de Texas durant els llançaments.
El juliol e 2015, NanoRacks, proveïdor de serveis com disseny i desenvolupament de càrregues, seguretat i integració va anunciar una associació amb Blue Origin per proporcionar allotjament de càrrega útil estandarditzada per experiments al New Shepard.
El setembre de 2015, es van anunciar detalls d'un llançament orbital, indicant que la primera etapa estaria impulsada pel seu motor BE-4, encara en desenvolupament, i la segona etapa pel motor BE-3. A més, va anunciar que fabricaria i llançaria el nou coet a la costa de Florida. No es va dir quina càrrega ni quin pes portaria el llançament. A una entrevista, Bezos va afirmar que aquest coet no competiria per les missions de seguretat nacional del govern dels Estats Units, deixant aquest mercat per United Launch Alliance i SpaceX.
El 23 de novembre e 2015, Blue Origin va llençar el coet New Shepard cap a l'espai. La nau va arribar als 100,5 kilòmetres. El coet va aterrar verticalment i la càpsula va descendir amb paracaigudes 11 minuts després del llançament. Va ser el primer cop que un coet arribava a l'espai i tornava per aterrar a la terra, sent un gran pas per la reutilització de coets. El 22 de gener de l'any següent, es va llençar el mateix coet, demostrant la seva capacitat de reutilització. Aquest segon vol va arribar a 101,7 kilòmetres. El 2 d'abril el mateix coet va tornar a volar, arribant aquest cop a 103,8 kilòmetres.
El març de 2016, Bezos va anunciar la intenció d'oferir servei de turisme espacial, introduint el vol espacial al gran públic.
El 12 de setembre de 2014 va anunciar que el coet orbital es diria New Glenn en honor del primer astronauta estatunidenc en orbitar la terra, John Glenn. Aquest coet usaria el motor BE-4 de la mateixa companyia i la primera etapa aterraria verticalment i seria reutilitzable de la mateixa manera que la New Shepard. Durant aquest anunci, Bezos va dir també que el nom del proper projecte s'anomenaria New Armstrong en homenatge a Neil Armstrong, però no es van revelar detalls.

## Vehicles

### Charon
El primer vehicle de prova de Blue Origin es va batejar Charon en honor de la lluna de Plutó. Estava impulsar per 4 motors Rolls-Royce Viper Mk 301 muntants de forma vertical. Es va fer servir per desenvolupar i provar les tècniques de guiatge i control i els processos que faria servir l'empresa per produir els seus propis coets. Només va volar un cop, al llac Moses, Washington el 5 de març de 2005. Va arribar a uns 96 metres i va aterrar de forma controlada prop del punt d'enlairament.
El vehicle es pot veure al The Museum of Flight a Seattle, Washington.

### Goddard
El següent vehicle, batejat Goddard (també conegut com a PM1) va fer el seu primer vol el 13 de novembre de 2006. El vol va ser un èxit. Hi havia planejat un altre vol de prova pel 2 de desembre però no es va portar a terme. Es van fer dos vols més de prova.

### New Shepard
Consisteix en un coet d'una sola etapa reutilitzable i una càpsula per càrrega o tripulació, també reutilitzable.

#### Coet VTVL
El coet New Shepard és de tipus enlairament i aterratge vertical (VTVL de les seves sigles en anglès Vertical Takeoff, Vertical Landing).
La versió amb que es van fer proves de vol de la càpsula, va realitzar fins a cinc enlairaments i aterratges sense sofrir danys.

#### Càpsula
L'octubre de 2016 es van fer proves exitoses dels sistemes d'escapament davant fallades de la càpsula de passatgers a bord d'un coet New Shepard. Aquesta prova va provar la càpsula per portar tripulació, estan prevista la prova amb humans per finals de 2017.

### New Glenn
New Glenn és el coet amb el que Blue Origin vol portar humans a l'espai, competint amb el Falcon Heavy d'SpaceX. Un cop es construeixi, les versions 2 i 3 tindran una alçada de 82 i 95 metres respectivament, tenint l'última versió només 15 metres menys que el mític coet Saturn V de la NASA usat durant les missions Apollo per portar homes a la Lluna. Te 7 metres de diàmetre i està impulsat per 7 motors BE-4. Aquest tipus de coet es podrà llençar des del complex 34 de Cap Canyaveral a Florida, d'on desplegaven els coets Atlas des del 1962 fins al 2005.